# Andrzej (Metiuk)
Andrzej, imię świeckie Grzegorz (Hryhorij) Metiuk (ur. 3 stycznia 1898 w Terebiniu, zm. 2 lutego 1985 w Winnipeg) – ukraiński duchowny prawosławny, zwierzchnik niekanonicznego Ukraińskiego Kościoła Prawosławnego Kanady w latach 1975–1985.

## Życiorys
Pochodził z Hrubieszowszczyzny. Wykształcenie teologiczne uzyskał w prawosławnym seminarium duchownym w Wilnie, które ukończył w 1924. W tym samym roku przyjął święcenia kapłańskie z rąk metropolity warszawskiego i całej Polski Dionizego. Następnie kontynuował naukę teologii na studiach w Studium Teologii Prawosławnej Uniwersytetu Warszawskiego, gdzie uzyskał w 1929 tytuł magistra teologii.
Pracę duszpasterską prowadził na ziemi chełmskiej, był także działaczem społecznym. Był proboszczem parafii w Nosowie, a następnie także dziekanem dekanatu Biała Podlaska. Od 1935 do 1940 był proboszczem parafii w Hrubieszowie. Był duchownym żonatym, miał dwoje dzieci.
W 1945 emigrował do Szwajcarii, w 1948 wyjechał do Kanady. Chirotonię biskupią przyjął w soborze św. Jana Chrzciciela w Edmonton 5 lipca 1959, po czym objął w strukturach ówcześnie niekanonicznego Ukraińskiego Kościoła Prawosławnego Kanady katedrę Edmonton i zachodniej Kanady. W 1963 otrzymał godność arcybiskupią, zaś w 1975 został zwierzchnikiem Kościoła z godnością metropolity.